# Alexandre Pierre François Boëly

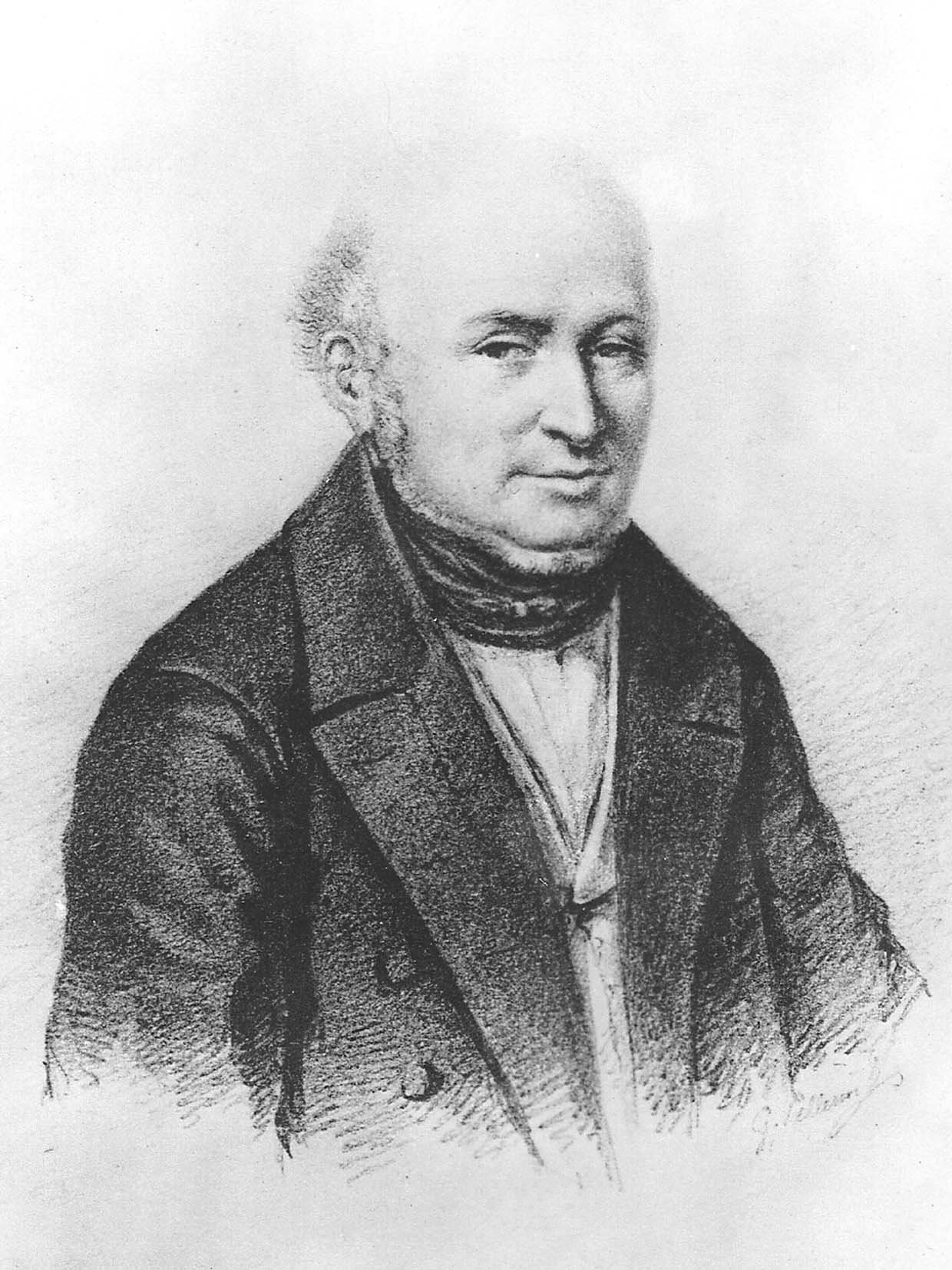
Alexandre Pierre François Boëly.

Alexandre Pierre François Boëly fue un compositor francés nacido en Versalles el 19 de abril de 1785 y fallecido en París el 27 de diciembre de 1858.

## Vida
Hijo de un músico (su padre Jean Françoise (1739-1814) era contralto en la Sainte-Chapelle de París y compositor de arpa en la corte de Versalles) fue introducido en la música de Bach y Haydn por el pianista Ignaz Ladurner.
Está considerado como un excelente pianista y organista, con talento para la viola, aunque su gusto por el clasicismo y su pretensión por hacer buena música le alejó de la escena musical parisina, más próxima a los gustos patriotas de Napoleón.
Hacia 1840 era organista de la Iglesia de Saint-Germain-l’Auxerrois donde interpretaba obras de compositores menos célebres como Girolamo Frescobaldi o Couperin. En 1851 es despedido por “su austeridad” (como un siglo antes Bach había sido despedido de Arnstadt por realizar una música excesivamente florida) falleciendo como un sencillo profesor de piano.
Su obra es muy abundante (unas 300 obras) entre la que hay que señalar música de cámara, obras para piano, música para órgano, obras litúrgicas y misas.
Hoy es un compositor poco conocido para el público en general aunque desempeñó un papel fundamental en el renacimiento de la música francesa en el siglo XIX.

## Obras
- Op.5 n.º 2 Trío en do mayor.
- Op.18 n.º 6 Fantasía y fuga para órgano en si bemol mayor.
- Op.27 Cuarteto n.º 1 en la menor.
- Op.29 Cuarteto n.º 3 en sol mayor.